# ایلاریا کوسیناتو
ایلاریا کوسیناتو (ایتالیایی: Ilaria Cusinato؛ زادهٔ ۵ اکتبر ۱۹۹۹) شناگر زن اهل ایتالیا است.
وی در مسابقات کشوری و بین‌المللی در مجموع برندهٔ ۲ مدال طلا، ۵ مدال نقره، ۵ مدال برنز شده‌است.